# Angela Vode
Angela Vode, slovenska učiteljica, publicistka, defektologinja, borka za pravice žensk, predvojna komunistka, soustanoviteljica OF, disidentka, * 5. januar 1892, Ljubljana, † 5. maj 1985, Ljubljana.

## Mladost in učiteljski poklic
Angela Vode se je rodila leta 1892 v Ljubljani, v družini železničarja Antona Vodeta. Materi je bilo ime Frančiška. V družini so odraslost dosegla tri dekleta in en fant. Po osnovni šoli je obiskovala dekliški licej Mladika . Že tam se je odlikovala z razgledanostjo in nadpovprečno inteligenco. V tej dobi jo je brat na Rožniku seznanil z Ivanom Cankarjem. Učiteljišče je zaključila leta 1911 in nato službovala na različnih enorazrednih osnovnih šolah v okolici Ljubljane (Notranje Gorice, Brezovica, Pirniče, Ihan). Pogosto je bila premeščena v oddaljene vasi, ker je širila protiavstrijsko propagando. Zbirala je tudi podpise pod Majniško deklaracijo. Na dekliškem liceju v Ljubljani je opravila učiteljsko maturo in v letih 1912−20 poučevala na več osnovnih šolah v Ljubljani. Leta 1921 je opravila specialistični izpit za poučevanje otrok z motnjami v razvoju. V učiteljskem poklicu je delala 25 let in vseskozi uživala ugled odlične učiteljice.
Angela Vode je že v mladosti bila občutljiva na krivice, ki so se dogajale slovenski narodni skupnosti v okviru Avstro-Ogrske monarhije. Že pri šestnajstih letih je doživela takratna nacionalna nasprotja med Nemci in Slovenci na Slovenskem, ko je avstrijska vojska v Ljubljani leta 1908 med demonstracijami usmrtila Adamiča in Lundra. Pred 1. svetovno vojno se je včlanila v gibanje Preporod in bila simpatizerka socialdemokratov.

## Borka za pravice žensk
Angela Vode je bila ena izmed prvih bork za pravice žensk na Slovenskem. Sodelovala je v številnih ženskih društvih. Spoznala je, da so ženska društva odigrala pomembno vlogo v slovenskem kulturnem in socialnem življenju, zato se jim je tudi sama pridružila. S Splošnim ženskim društvom je začela sodelovati na pobudo Minke Govekar in Alojzije Štebi leta 1925, ko so različna ženska društva organizirala skupno zborovanje, ki se je zavzelo za izenačenje dednega prava moških in ženskih sorodnikov v vsej Jugoslaviji. Leta 1926 je bila Angela Vode med ustanoviteljicami slovenske enote Ženskega pokreta (feministične organizacije, ki si je postavila za cilj državljansko in družbeno enakopravnost žensk). Sprva je bila tajnica, po odhodu Alojzije Štebi v Beograd, pa predsednica. Ženski pokret je gibanje, ki je delovalo v okviru Feministične alianse. Leta 1927 je postala predsednica Društva učiteljic. Leta 1931 je bilo društvo ukinjeno in tedaj je nadaljevala z delom v Domu učiteljic. Bila je zelo dejavna pri pisanju strokovnih člankov in drugih prispevkov v tedanje revije in časopise. Pisala je o kulturnih, političnih in socialnih temah in se zavzemala proti diskriminaciji žensk. Na temo ženske emancipacije je izdala več knjig.

## Članstvo in izključitev iz Komunistične partije Slovenije
Angela Vode se je leta 1922 včlanila v Komunistično partijo Slovenije. Kot piše v svoji avtobiografiji, jo je k temu gnal
njen idealizem, čut za socialno šibke in ogrožene, borba za žensko enakopravnost ter hkrati tudi nacionalno osvoboditev. Bila je razočarana nad položajem Slovencev v medvojni Jugoslaviji. Motil jo je prevelik srbski vpliv in raznarodovalni poskusi, da bi se Slovence in Hrvate v okviru Jugoslavije spremenilo v  »Jugoslovane«.
Leta 1939 sta Nemčija in Sovjetska zveza skupaj zasedli Poljsko. Angela Vode je javno grajala Pakt o nenapadanju Hitler-Stalin, zaradi česar je bila leta 1939 izključena iz Komunistične partije Slovenije. Angela Vode je bila mnenja, da je na Slovenskem zavezništvo med Hitlerjem in Stalinom šlo predaleč, do te mere, da je pasivnost komunistov po nemški okupaciji Jugoslavije med aprilom 1941 in junijem 1941 resno ogrožala slovenski narodni obstoj. 
Angela Vode je bila tudi zelo kritična do več izvensodnih usmrtitev nasprotnikov komunističnega gibanja med drugo svetovno vojno, med drugim profesorja Antona Ovna, Aleš Stanovnik in drugih. Kot piše v svoji avtobiografiji, so bile te likvidacije često nepremišljene in izvedene kar na ulici. Angela piše tudi, da je ni prepričala komunistična dogmatika o nezmotljivi partiji, v katere odločitve se ne sme dvomiti. Imela je tudi pomisleke zaradi Stalinovih čistk in preveč avtoritarnega odločanja v komunistični partiji Sovjetske zveze.

## Članstvo v OF
Kljub neodobravanju s strani KPS so jo leta 1941 na skrivnem posvetu preproste ženske iz ljudstva predlagale za predstavnico v Osvobodilni Fronti. Pobudo je sprejela, vendar v OF zaradi nesoglasij s KPS ni ostala dolgo. V OF je najbolje sodelovala z Edvardom Kocbekom. Njena želja, da bi v OF delovala, a ne kot članica KPS, je poglobila nasprotja s komunisti.

## Preostanek druge svetovne vojne
Po odhodu iz OF se je Angela Vode umaknila v zasebno dobrodelnost. Leta 1941 je organizirala pomoč ljudem, ki so zaradi nacizma bežali s Štajerske. Leta 1942 so Italijani začeli množično zapirati in streljati talce, zaradi česar je Angela Vode napisala peticijo Mussoliniju in zanjo zbirala ženske podpise. Pri tem je naletela na nasprotovanje komunistov, ki so peticijo zaplenili. Spomladi leta 1943 so jo za nekaj tednov zaprli Italijani. Po kapitulaciji Italije so jo januarja 1944 aretirali Nemci in jo poslali v taborišče Ravensbrück, od koder je bila izpuščena in se je v Ljubljano močno izčrpana vrnila jeseni leta 1944. 

## Nagodetov proces in obsodba na zaporno kazen
Po vojni je na posebni šoli dobila zaposlitev, vendar zaradi spora s komunisti ta ni bila trajna. Leta 1947 jo je aretirala UDBA. Zatem so jo v ljubljanskih zaporih dva meseca zasliševali in mučili. Obtožena je bila, da je zahodna agentka, plačanka in razredna sovražnica. Kljub temu, da nikdar ni bila članica Stare Pravde, je bila na Nagodetovem procesu jeseni 1947 obsojena na dvajsetletno zaporno kazen s prisilnim delom in 5 let izgube državljanskih pravic. Utemeljitev obtožbe je bila, da je Angela Vode »sestavila obširno vohunsko poročilo o političnem in gospodarskem položaju in stanju v Sloveniji, v katerem je izrekla težke klevete na škodo ljudske oblasti, v zvezi z NOB, kar je bilo namenjeno predstavniku ameriškega Rdečega križa v Jugoslaviji«.

## Šest let v zaporu (1947–1953)
V zaporu v Rajhenburgu/Brestanici je preživela 6 let, na kar so jo izpustili, najverjetneje zaradi otoplitve odnosov med Jugoslavijo in Zahodom. Razmere v tedanjih zaporih so bile slabe. V zaporu je živela v blatu, smradu in med podganami.

## Po izpustitvi iz zapora (1953-1985)
Po izpustitvi je tedanja oblast Angeli Vode odvzela državljanjske pravice (vrnjene so ji bile šele leta 1958). Izdana ji je bila trajna prepoved službe in lastnega dohodka. Ko so ji vrnili državljanske pravice, je dve leti delala kot tajnica na obrtni šoli. Ves čas ji je ob strani stala sestra Ivanka Špindler, po njeni smrti pa polsestra iz zapora Mojca Močnik Prinčič. Do smrti je bila pod budnim nadzorom jugoslovanskih obveščevalnih služb. Kot je kasneje sama napisala, je ves čas po izpustitvi živela le polovično življenje, življenje v omiljeni in razredčeni različici. Ko je dobila potni list, je potovala po Evropi, bila je naročena na tuje knjige in revije, saj je dobila pokojnino in zdravstveno zavarovanje, za kar se je zavzela Erna Muser. Umrla je maja 1985, aprila 1991 pa je bila zanjo tako usodna sodba Vrhovnega sodišča LRS iz leta 1947 razveljavljena.

## Avtobiografija Skriti spomin
Leta 1971 je Angela skrivaj napisala svojo avtobiografijo. V njej je opisala razmere med drugo svetovno vojno, zakulisna dogajanja v komunistični partiji, bivanje v komunističnem zaporu in životarjenje po izpustitvi.Besedilo je skrila in se s svojim nečakom Janezom Špindlerjem, ki je živel v tujini, dogovorila, da naj se knjiga izda po njeni smrti. Knjigo je leta 2004 v uredništvu Alenke Puhar izdala založba Nova Revija. Leta 2008 je Kulturno-umetniški program Televizije Slovenija po knjigi posnel televizijski film Skriti spomin Angele Vode (režija Maja Weiss).

## Najpomembnejša dela Angele Vode
- Žena v današnji družbi. Maribor: Žena in dom, 1934. (COBISS)
- Spol in usoda. Ljubljana: Žena in dom, 1938-1939. (COBISS)
- Aktivnosti slovenskih učiteljic. V: Angela Vode: Zbrana dela, II. knjiga, str. 217-341. (COBISS)
- Spomini. Spomini na suženjske dni. V: Angela Vode: Zbrana dela, III. knjiga: Spomin in pozaba. Ljubljana: Krtina, 2000. (COBISS)
- Skriti spomin. Ljubljana: Nova revija, 2004. (COBISS)
- Prevoda:
  - Stefan Zweig: Včerajšnji svet. Spomini Evropejca. Ljubljana: Cankarjeva založba, 1958. (COBISS)
  - Albert Londres: Dante ni videl ničesar. (Biribi). Ljubljana: Mladinska knjiga, 1960. (COBISS)